# Jay Blankenau
Jay Blankenau (* 27. September 1989 in Sherwood Park) ist ein kanadischer Volleyballspieler.

## Karriere
Blankenau spielte zunächst auch Basketball und Handball, bevor er sich für Volleyball entschied. Nach dem Abschluss an der Bev Facey High School in Sherwood Park begann er seine Karriere am Mount Royal College. 2009 nahm er mit den kanadischen Junioren an der NORCECA-Meisterschaft und der Weltmeisterschaft teil. 2010 begann er sein Studium an der University of Calgary und spielt dort im Team der Dinos. 2015 wechselte der kanadische Nationalspieler nach Groningen zum niederländischen Erstligisten Abiant Lycurgus. Mit der Mannschaft gewann der Zuspieler in der Saison 2015/16 den nationalen Pokal und die Meisterschaft; dies waren jeweils die ersten Titel der Vereinsgeschichte. Anschließend wurde er vom deutschen Bundesligisten SWD Powervolleys Düren verpflichtet. Mit der kanadischen Nationalmannschaft nahm er an den Olympischen Spielen 2016 in Rio de Janeiro teil. Die Kanadier erreichten als Gruppenzweite das Viertelfinale, in dem sie gegen Russland ausschieden. Mit den SWD Powervolleys belegte Blankenau in der Bundesliga-Saison 2016/17 den dritten Platz. Danach wechselte er zum belgischen Erstligisten Noliko Maaseik.